# Fourmies
Fourmies [fuʁmi] ist eine französische Stadt mit 11.528 Einwohnern (Stand 1. Januar 2022) im Département Nord in der Region Hauts-de-France. Die Gemeinde gehört zum Kanton Fourmies im Arrondissement Avesnes-sur-Helpe, die Einwohner werden Fourmisiens genannt.

## Geographie
Fourmies liegt in der Thiérache an der Grenze zum Département Aisne, etwa auf halbem Weg zwischen den Städten Cambrai und Charleville-Mézières sowie vier Kilometer wesrlich der Grenze zu Belgien. Das Stadtgebiet ist Teil des Regionalen Naturparks Avesnois und wird vom Fluss Helpe Mineure durchquert.

## Geschichte
In Fourmies wurden römische Münzen entdeckt. Im 11. Jahrhundert wurde der Ort erstmals unter dem Namen Formeias, der wahrscheinlich auf das Sumpfgebiet im Tal des Flusses Helpe Mineure hindeutet, erwähnt. Im 12. Jahrhundert wurde der Ort als Formies, Furmies, Formies, Formiis und Fourmies erwähnt. Er gehörte zum Grundbesitz des Hauses Avesnes und der Abtei von Liessies.
Im 16. Jahrhundert wurde in der Umgebung Fourmies begonnen, Metall zu verarbeiten und Glas zu formen; im 17. Jahrhundert ließen sich Glashütten dauerhaft nieder. Die schon seit dem Mittelalter in Fourmies ansässige Textilverarbeitung erlebte im 18. und 19. Jahrhundert einen Aufschwung. 1828 wurde dort die erste Wollspinnerei, in der mit einer Dampfmaschine gearbeitet wurde, eröffnet und Fourmies wurde ein Zentrum der Wollspinnerei.
Am 1. Mai 1891 schoss das Militär während der Maikundgebung von Arbeitern auf dem Kirchplatz in die Menge, wodurch neun Menschen getötet und über 30 verwundet wurden. Dieses Ereignis wurde als Fusillade de Fourmies bekannt und Fourmies bekam den Spitznamen Fourmies la Rouge.
Im Ersten Weltkrieg besetzten die Deutschen Fourmies und zerstörten die ansässige Industrie. Dies führte nach dem Weltkrieg zusammen mit dem Rückgang der Bedeutung der klassischen Industriezweige zu einem wirtschaftlichen Abstieg der Gemeinde.

## Bevölkerungsentwicklung
| Jahr                       | 1962   | 1968   | 1975   | 1982   | 1990   | 1999   | 2009   | 2020   |
| Einwohner                  | 14.508 | 15.117 | 15.505 | 15.242 | 14.505 | 13.867 | 13.040 | 11.403 |
| Quellen: Cassini und INSEE |        |        |        |        |        |        |        |        |

Seit den 1970er-Jahren ist die Bevölkerungsentwicklung von Fourmies rückläufig.

## Politik
In den letzten Jahrzehnten stellte meist die politische Linke den Bürgermeister der Gemeinde. Von 1977 bis 1995 leitete Fernand Pecheux (PCF) die Mairie, von 1995 bis 2001 Alain Berteaux (PCF). Lediglich von 2001 bis 2008 konnte sich mit Martine Roux eine Kandidatin der politischen Rechten durchsetzen, bis Berteaux bei den Wahlen 2008 wieder gewählt wurde.

## Veranstaltungen
Jedes Jahr findet bei Fourmies seit 1928 im September das Eintagesrennen Grand Prix de Fourmies statt.

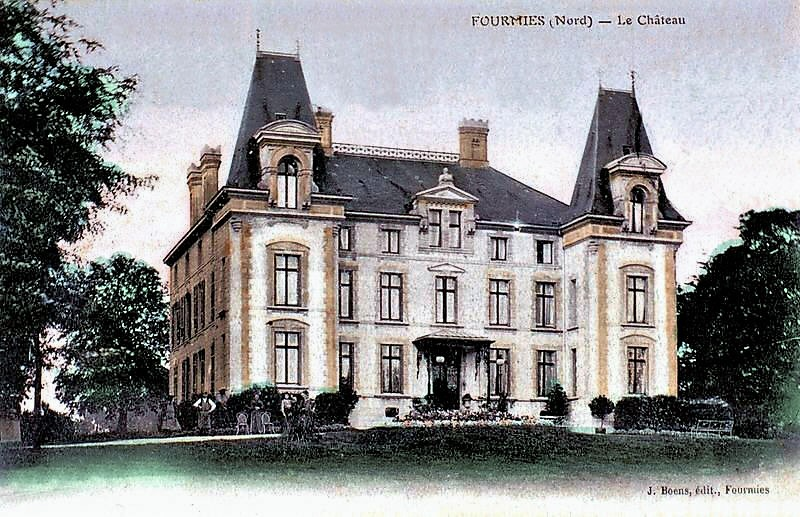
Schloss Maelière um 1900
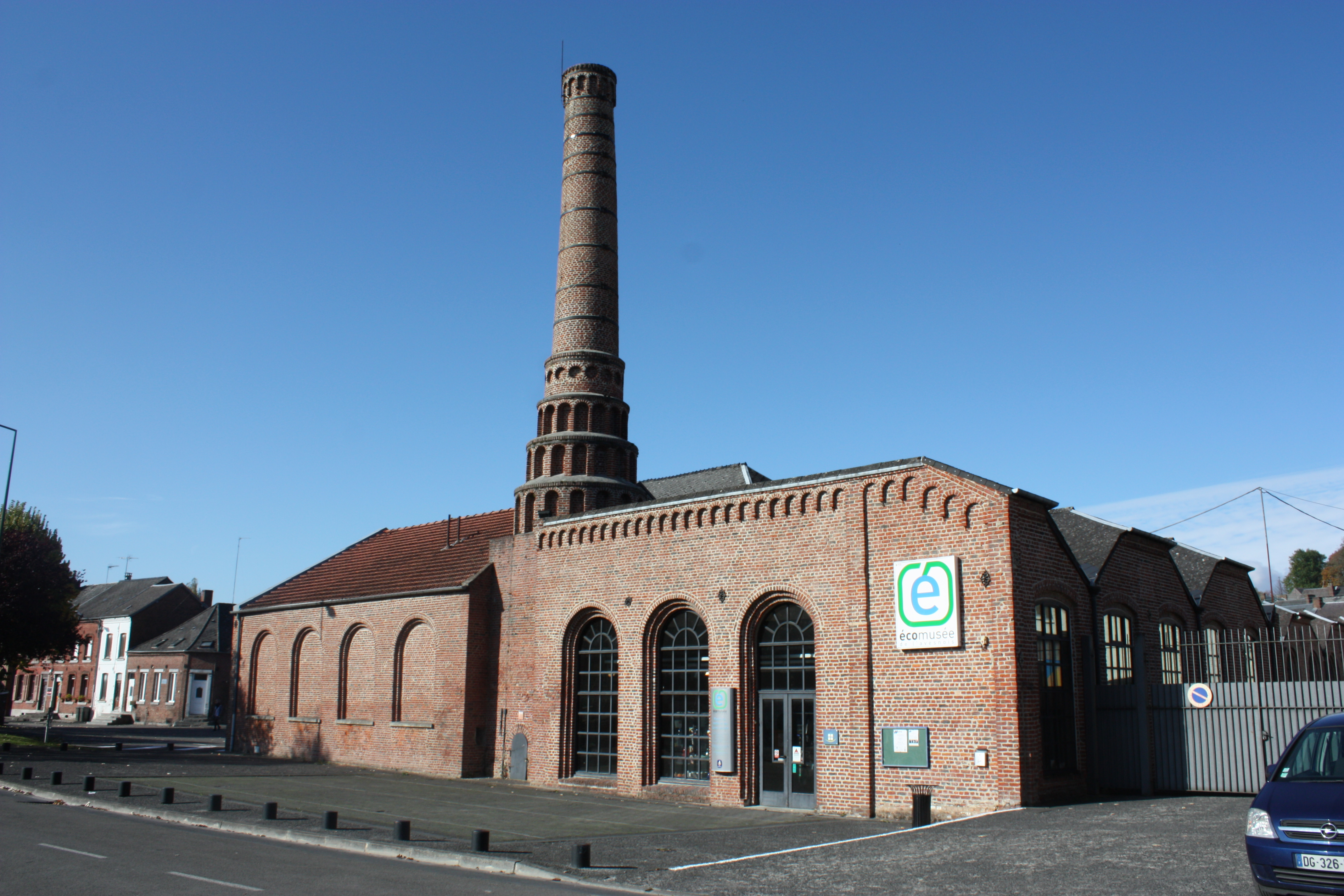
Textilmuseum
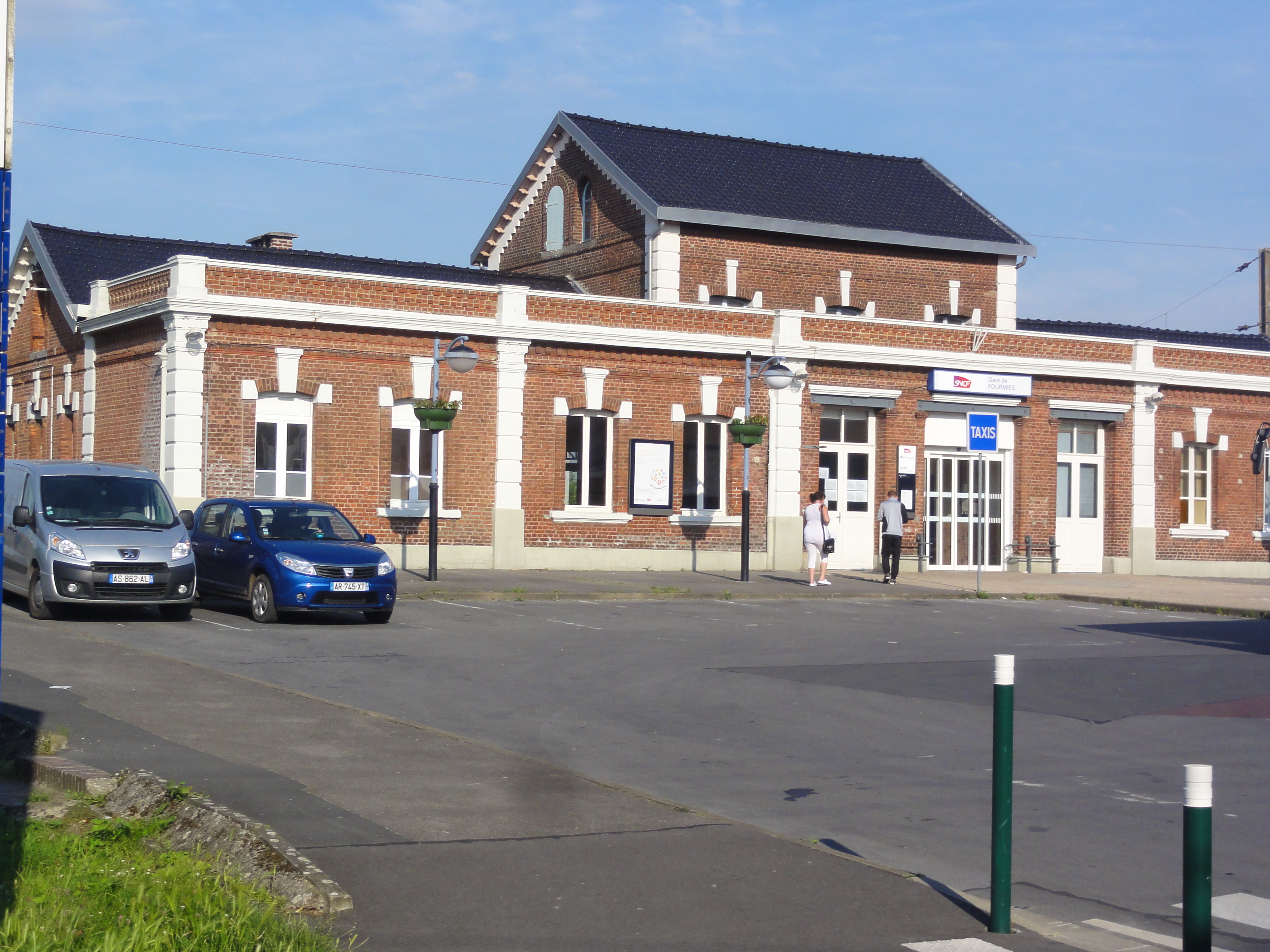
Bahnhof

## Städtepartnerschaften
Fourmies pflegt mit Bernburg in Sachsen-Anhalt und Fridley in Minnesota (USA) Partnerschaften.

## Persönlichkeiten
- Jean Delsarte (1903–1968), Mathematiker
- Christian Goutierre (1932–1986), General
- Thierry Toutain (* 1962), Leichtathlet
- Chloé Galet (* 2001), Sprinterin